# Yishui
Der Kreis Yishui (chinesisch 沂水县, Pinyin Yíshuǐ Xiàn) ist ein Kreis in der ostchinesischen Provinz Shandong. Er gehört zum Verwaltungsgebiet der bezirksfreien Stadt Linyi. Yishui hat eine Fläche von 2.414 km² und zählt 998.331 Einwohner (Stand: Zensus 2010). Sein Hauptort ist die Großgemeinde Yishui (沂水镇).